# Daniel Eckenspieller
 Daniel Eckenspieller, né le 15 décembre 1931 à Riedisheim et mort le 28 octobre 2023 à Illzach,, est un homme politique français.

## Biographie
Daniel Eckenspieller est sénateur du Haut-Rhin de 1995 à 2004, membre de la commission des affaires culturelles, et maire de la commune d'Illzach de 1983 à 2014. Il est membre du RPR puis de l'UMP.

## Mandats

### Mandats passés
- 13 mars 1983 – 30 mars 2014 : Maire d'Illzach
- 24 septembre 1995 – 30 septembre 2004 : Sénateur du Haut-Rhin